# Pedro Teotónio Pereira
Pedro Teotónio Pereira GCIH, GCC (Mártires, Lisboa, 7 de novembro de 1902 – Santa Isabel, Lisboa, 14 de novembro de 1972) foi um político e diplomata português.

## Vida

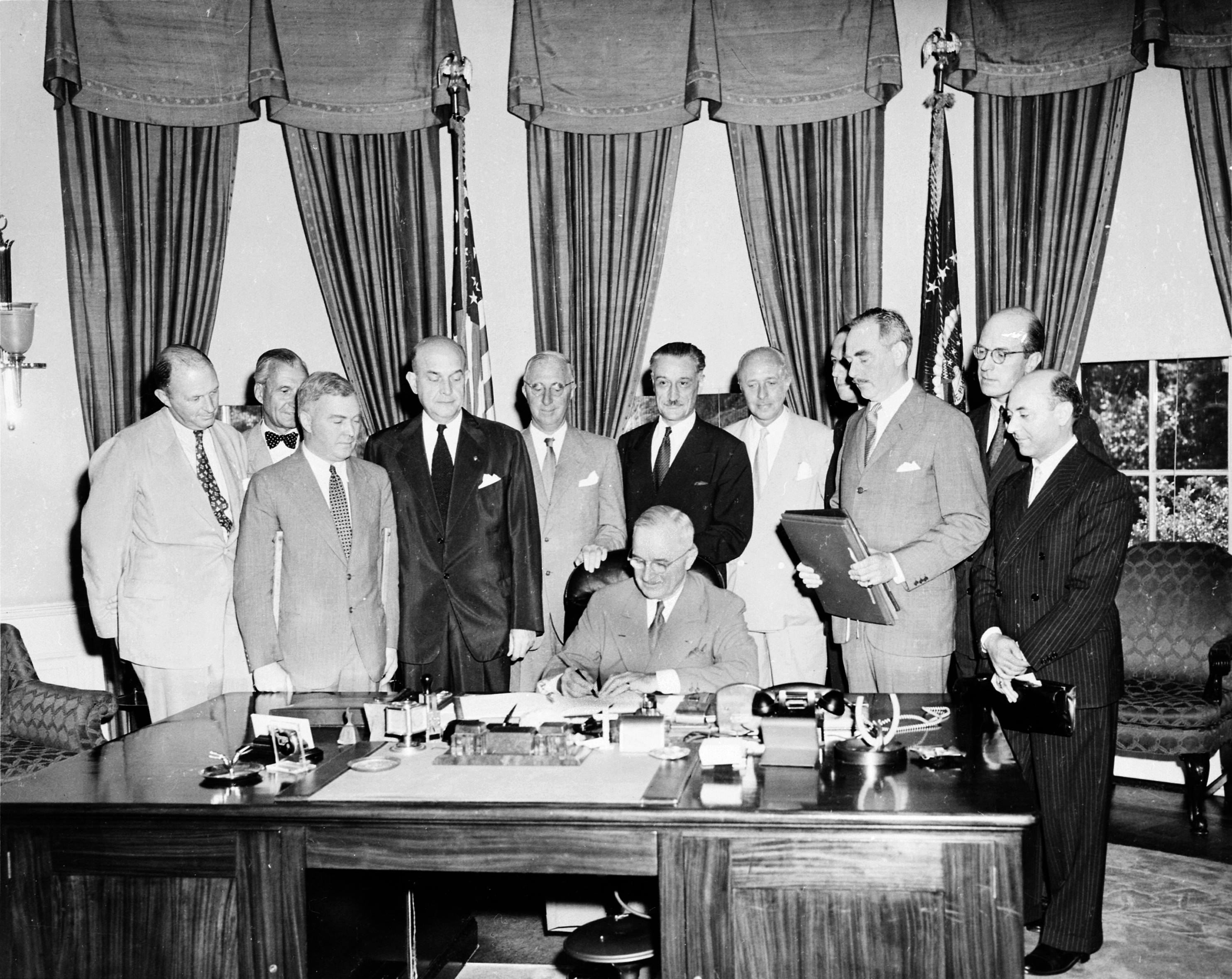
Com o Presidente Truman, na Casa Branca, representando Portugal na assinatura do Tratado do Atlântico Norte

Licencia-se em Matemáticas Superiores pela Faculdade de Ciências da Universidade de Lisboa, onde começou a ser notado pelas suas capacidades oratórias e por representar o sector estudantil, na qualidade de vice-presidente e depois presidente da Junta Escolar de Lisboa. Nos seus tempos de estudante, foi sempre muito próximo de António Sardinha, por quem tinha uma grande consideração.
A família Teotónio Pereira tinha uma longa tradição no mundo financeiro segurador. Já o seu bisavô, em 1865, tinha sido um dos doze directores da Associação Comercial de Lisboa  sendo também acionista. O seu pai alcançou a posição acionista maioritária da Companhia de Seguros Fidelidade. Com o intuito de seguir a tradição familiar, em 1926, Pedro Teotónio Pereira desloca-se para a Suíça para se especializar em cálculo actuarial e, no regresso, nesse mesmo ano de 1926, funda o ramo vida da Companhia de Seguros Fidelidade.
Quando se desencadeia o 28 de Maio de 1926, Pedro Teotónio Pereira colaborava no jornal monárquico "A Época", integrando o grupo de jovens sardinhistas. Encontra-se colaboração da sua autoria na revista  "Ordem Nova"  (1926-1927) e na revista Nação Portuguesa.
No início da década de 1930, Salazar, reconhecendo a sua competência no ramo dos seguros de vida, chama-o para solucionar o fracasso do sistema de seguros sociais obrigatórios que tinha sido instituído em 1919 pela Primeira República Portuguesa. Salazar aprecia tanto a sua colaboração que, em 1933, nomeia-o Subsecretário de Estado das Corporações e Previdência Social, cargo que ocupa até 1936 e onde, na dependência directa do chefe de Governo, prepara o grosso da estrutura institucional e jurídica do corporativismo português, bem como do sistema de previdência social.
Em 1936 é nomeado Ministro do Comércio e Indústria, cargo que ocupa até 1937, quando Salazar, que com o estalar da Guerra Civil de Espanha havia assumido a pasta dos Negócios Estrangeiros, decide nomear Teotónio Pereira para a delicada função de “Agente Especial” do Governo Português junto do Governo de Franco. A 28 de maio de 1937, foi agraciado com o grau de Grã-Cruz da Ordem Militar de Cristo. Teotónio Pereira chega a Salamanca a 19 de Janeiro de 1938 encontrando uma atmosfera de grande simpatia para com os diplomatas alemães e italianos e uma atmosfera de grande hostilidade para com os diplomatas dos restantes países. Teotónio Pereira cedo começou a contrariar este ambiente e irá ter um papel fundamental na dissuasão do alinhamento da Espanha com as Potencias do Eixo, na criação do um bloco Ibérico neutro e na aproximação da Espanha aos Aliados. Este papel importantíssimo é reconhecido e objecto de copiosos elogios por parte de Carlton Hayes, o embaixador Americano em Madrid durante a guerra no seu livro Wartime mission in Spain,1942-1945. A sua designação como embaixador era transitória e inscrevia-se numa política de reconhecimento do Governo de Franco. Em 20 de maio de 1938 Teotónio Pereira é formalmente nomeado embaixador em Madrid e entrega credenciais a Franco em 20 de junho do mesmo ano.
Carlton Hayes também enaltece o papel de Teotónio Pereira, em 1943, no salvamento de cerca de 16 mil refugiados, a maioria militares ou em idade militar, que atravessaram os Pirenéus a pé, com o intuito de se juntarem às forças aliadas no Norte de África.
Igualmente elogioso é o testemunho do Embaixador Britânico em Madrid de 1940-1944, Lord Templewood, que diz que encontrou em Teotónio Pereira em Madrid um aliado e amigo desde a primeira hora e um homem excecional com capacidades notáveis.
Em 1945 ao terminar o seu mandato em Madrid, reconhecendo o papel fundamental de Teotónio Pereira na criação de um bloco ibérico neutro, o Governo de Espanha concede-lhe a Gran Cruz da Ordem de Carlos III, a mais alta condecoração civil que pode ser outorgada naquele país.
Mais tarde foi embaixador no Rio de Janeiro (1945-47), em Washington (1947-1950), em Londres (1953-1958) e novamente em Washington (1961-63).
A 3 de janeiro de 1961, foi agraciado com o grau de Grã-Cruz da Ordem do Infante D. Henrique.
Pedro Teotónio Pereira adoeceu relativamente cedo e isso impediu-o de ter um papel ativo na fase final do Estado Novo. No Verão de 1963, quando estava colocado como Embaixador em Washington, foi-lhe diagnosticada a Doença de Parkinson, o que o obrigou a pedir a demissão. Regressou a Lisboa e recuperou o seu lugar na administração da Fundação Calouste Gulbenkian.
Quando Salazar ficou incapacitado para governar, o presidente da República, Américo Thomaz, que tinha a competência constitucional para escolher um substituto para a chefia do Governo, pensou que Teotónio Pereira era “a personalidade mais indicada para suceder ao doutor Salazar, se a sua saúde o tivesse permitido", como deixou testemunhado nas suas memórias.

## Dados genealógicos
Nasceu a 7 de novembro e foi batizado a 27 de dezembro de 1902, na freguesia dos Mártires, em Lisboa. Era filho de João Teotónio Pereira, Jr. (Encarnação, Lisboa, 1869 — Lisboa, São Domingos de Benfica, 1948), Administrador da Companhia de Seguros Fidelidade, e esposa Virgínia Hermann von Boetischer (Santa Engrácia, Lisboa, 1871 — Lisboa, 1969), neto paterno de João Teotónio Pereira (1832 — 1916) e sua esposa Clara Sobral (1840 — Freixo de Espada à Cinta, Fornos, 1910) e neto materno de Maximiliano August Hermann von Boetischer, um engenheiro, ligado à instalação do telefones em Portugal, e esposa, Maria José da Silva. Seu irmão mais velho Luís Teotónio Pereira foi também um político.
A 27 de janeiro de 1926, casou civilmente em Lisboa com Isabel Maria van Zeller Pereira Palha (Santa Engrácia, Lisboa, 26 de outubro de 1903 — Santa Isabel, Lisboa, 23 de março de 1977), filha de Constantino Nicolau Pereira Palha e de Maria do Patrocínio Van Zeller Palha, proprietários, naturais de Lisboa (freguesia de Alcântara), e teve 3 filhos:
- Pedro van Zeller Palha Teotónio Pereira (Estoril, Cascais, 26 de novembro de 1927 —)
- Maria Madalena van Zeller Palha Teotónio Pereira (Estoril, Cascais, 26 de março de 1929 —)
- Clara van Zeller Palha Teotónio Pereira (Santa Engrácia, Lisboa, 5 de agosto de 1934 —)

Seu irmão mais velho Luís Teotónio Pereira foi também um político.
Morreu a 14 de novembro de 1972, aos 70 anos, na freguesia de Santa Isabel, em Lisboa, vítima de cardiopatia isquémica grave.

## Amante do Mar
Foi a convite de Teotónio Pereira, na época embaixador em Washington, que na Primavera de 1950 o Capitão  Australiano Alan Villiers embarcou com os pescadores portugueses, vindo a escrever o livro “A Campanha do Argus”, um clássico da literatura marítima mundial, que teve tradução em mais de uma dezena de línguas, e que relata a pesca do bacalhau por "homens de ferro em navios de madeira", a mítica "frota branca", a última grande actividade económica que fazia uso da navegação à vela para viagens transoceânicas.
Em 1953, com o receio do desaparecimento, num futuro próximo, dos últimos grandes veleiros, animado pelo propósito de educar as novas gerações de todo o mundo num melhor e mais pacífico entendimento, Pedro Teotónio Pereira, na época Embaixador de Portugal em Londres, juntamente com o solicitador londrino, Bernard Morgan, idealizou e fundou a Tall Ships’ Races, promovendo a primeira Regata dos Grandes Veleiros, realizada em 1956 entre Torbay, no sul de Inglaterra, e Lisboa. A esta iniciativa Teotónio Pereira conseguiu juntar personalidades como Lord Mountbatten e o Duque de Edimburgo.
Também o êxito da compra do navio-escola NRP Sagres pela Marinha Portuguesa à Marinha do Brasil, em 1961, muito se ficou a dever à ação empenhada de Teotónio Pereira, na altura Ministro da Presidência.

## Obras Publicadas
- Antonio de Oliveira Salazar e Pedro Teotónio Pereira, "As Ideias do Estado-Novo. Corporações e Previdência Social". Edições do Sub-secretariado de Estado das Corporações e Previdência Social, Lisboa. 1933.
- Pereira, Pedro Teotónio, "A Batalha do Futuro. Organização Corporativa". Lisboa: Livraria Clássica Editora, 1937.
- Pereira, Pedro Teotónio, "Memórias : postos em que servi e algumas recordações pessoais", Verbo, 1973